# Оранго
«Оранго» (1932 год) — незавершённая опера советского композитора Дмитрия Дмитриевича Шостаковича на либретто А. Н. Толстого и А. О. Старчакова. Долгое время она считалась утраченной, но была обнаружена в 2004 году. Сохранился Пролог из одиннадцати эпизодов: увертюра и две развёрнутые балетные сцены с участием солистов-певцов, солистки-балерины и хора. Рукопись Пролога представляет собой нотный текст, записанный на двух нотоносцах, потому его назвали клавиром (название это считается условным).
В декабре 2011 года в Лос-Анджелесе состоялась мировая премьера полусценического исполнения «Оранго» (в инструментовке Джерарда Макбёрни) в Концертном зале имени Уолта Диснея.

## История создания
Долгие годы опера считалась утерянной, пролог к ней был обнаружен в 2004 году в архивах Музея имени Глинки. В папке содержалось 350 листов, семь из них содержали написанные Шостаковичем фрагменты оперы (тринадцать заполненных нотным текстом страниц и одна свободная от записей). Впервые обратила внимание на сохранившиеся фрагменты считавшейся утраченной оперы российский искусствовед Ольга Дигонская в своей статье «Неизвестные автографы Шостаковича в ГЦММК» (2006).
В 1932 году СССР готовился к пятнадцатилетию Октябрьской революции. В январе дирекция Большого театра и поэт Демьян Бедный заключили договор на создание героико-эпической пьесы в пяти актах «Разгадка». К этому замыслу подключился в качестве композитора и Дмитрий Шостакович. За четыре дня до указанного в договоре срока сдачи либретто Демьян Бедный известил театр об одностороннем расторжении договора. Тогда руководство театра решило привлечь к сотрудничеству Алексея Толстого и его соавтора Александра Старчакова. Толстой согласился на создание оперы совместно с Д. Д. Шостаковичем о судьбе человека во время революции и строительства социализма. Письменное согласие писателей на сотрудничество с Большим театром, а также согласие Шостаковича перезаключить договор на другую оперу, были достигнуты в один день — 17 мая 1932 года. Название оперы указано как «Сын партизана» (сюжет — борьба советских учёных со средневековым сознанием алтайской бедноты, противодействие им крупных землевладельцев — баев, переживания и выбор «колеблющейся» учительницы в пользу советского уклада жизни, предавшей «заблуждающегося» отца ради светлого будущего). Подготовка либретто планировалась на 1 июня, сочинение композитором первого акта оперы — на 20 июня, остальные акты должны были быть закончены до 1 ноября 1932 года.

### Либретто оперы «Оранго»: источники и судьба
В процессе знакомства с либретто «Сын партизана» Шостакович забраковал текст и сам сюжет, потребовал его замены. Только после этого появился вариант с «Оранго». Либретто «Оранго» создавалось на основе рассказа Старчакова «Победа Альбера Дюрана», опубликованного в 1930 году в сборнике «Особняк на площади». Этот сюжет планировался Толстым и Старчаковым в качестве либретто для будущей оперы Гавриила Попова, однако авторы передали его Шостаковичу. Это вызвало ярость Попова, но изменить ситуацию он не смог. В рассказе идёт речь о журналисте Альбере Дюране, которому удаётся узнать об опытах эмбриолога Эрнеста Гуро. Учёный собирается оплодотворить мужскими клетками обезьяну Руфь. Фельетон Дюрана «Любовник обезьяны» становится сенсацией, опыты учёного прекращаются, а сам Дюран делает на скандале блестящую карьеру. В одном из газетных анонсов 1932 года литературным источником оперы называлась повесть Александра Старчакова «Карьера Артура Кристи». Следов её литературоведы обнаружить не смогли, по предположению Ольги Дигонской, она могла быть задуманной, но так и не написанной. Она же обнаружила несомненное сходство сюжета, жанра и морали в том, что нам известно о «Карьере Артура Кристи», с пьесой Бертольта Брехта «Карьера Артуро Уи, которой могло не быть» (1935—1941). Дигонская высказала предположение, что сюжет готовящейся оперы мог стать известен Бертольту Брехту через его близкую подругу Маргарет Штеффин и послужить одним из первоисточников его пьесы.

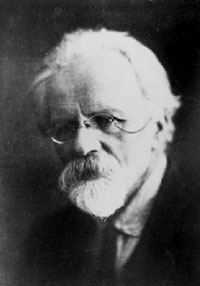
Биолог Илья Иванов на фотографии 1927 года

Среди литературных истоков самого «Оранго» искусствоведы называют: гибрид орангутана и человека Пао-Пао из трагедии «Пао-Пао» Ильи Сельвинского, персонажей романов Александра Беляева и Герберта Уэллса, сказку Вильгельма Гауфа «Обезьяна в роли человека» (нем. «Der Affe als Mensch» или  «Молодой англичанин» нем. «Der junge Engländer», в других переводах: «Похождение обезьяны», «Человек-обезьяна»), инженера Гарина из романа Алексея Толстого «Гиперболоид инженера Гарина», Дориана Грея из романа «Портрет Дориана Грея» Оскара Уайльда, Присыпкина из пьесы «Клоп» Владимира Маяковского, Шарикова из «Собачьего сердца» Михаила Булгакова. Джерард Макбёрни к основным источникам сюжета оперы относит также псевдодокументальный фильм «Рэнго», снятый в 1931 году в США режиссёром и продюсером Эрнестом Б. Шодсаком. Фильм рассказывает об орангутане Рэнго, который жертвует своей жизнью ради своего друга — человека.
Опера «Оранго» была задумана как политический памфлет, направленный против буржуазных средств массовой информации. Повесть была отголоском научной деятельности биолога Ильи Иванова. В 1926—1927 годах он проводил в Африке опыты оплодотворения самок шимпанзе человеческим семенем. Результаты оказались неутешительными. Прибыв в СССР осенью 1927 года, Иванов продолжал работу, но в декабре 1930 года был арестован. Учёный был осуждён на высылку в Казахстан, где 20 марта 1932 года он скончался от кровоизлияния в мозг. Шостакович, возможно, познакомился лично с Ивановым в 1929 году во время посещения его научной станции в Сухуми (об этом событии есть свидетельства в письмах композитора). В питомнике тогда был орангутан по кличке Тарзан. Композитор имел реальную возможность увидеть Тарзана, слышать рассказы о нём.
В распоряжении композитора было только либретто Пролога. Действия оперы так и не были написаны авторами, хотя сохранился сценарный план либретто. В результате к опере Дмитрий Шостакович создал только Пролог в 1932 году (он состоит из одиннадцати сольных, хоровых и оркестровых эпизодов). Его продолжительность около 35 минут. Композитор прекратил работу над оперой 15 октября 1932 года.
Шостакович никогда не возвращался к начатой, но незаконченной опере. Автор повести и либретто Старчаков был репрессирован в 1937 году. Другими причинами прекращения работы могли стать:
- по мнению композитора, власть могла увидеть скрытую критику советского режима в либретто,
- работа Шостаковича над «Леди Макбет Мценского уезда», шедшая в это время. Её он на время прервал для воплощения замысла «Оранго». Расторжение договора на «Оранго» прошло одновременно с другим событием — Большой театр и Шостакович заключили договор на оперную постановку «Леди Макбет Мценского уезда».

## Действующие лица
Действующие лица и вокальные партии исполнителей
| Партия         | Голос                              |
| -------------- | ---------------------------------- |
| Оранго         | бас-баритон                        |
| Зоолог         | тенор                              |
| Весельчак      | бас                                |
| Сюзанна        | сопрано                            |
| Рене           | сопрано                            |
| Арман Фрели    | тенор                              |
| Поль Маш       | тенор                              |
| Иностранцы     | 2 тенора                           |
| Голос из толпы | бас                                |
| Бас            | бас                                |
| Смешанный хор  | сопрано, меццо-сопрано, тенор, бас |

## Эпизоды
Пролог включает одиннадцать фрагментов:
- Увертюра
- «Труд проклятьем был»
- «Следующий номер нашей программы»
- Настя танцует медленный танец
- Настя танцует быстрый танец с кордебалетом
- «Довольны ли вы нашей программой?»
- «Длина конечностей и угол лицевой»
- «Зевни, Оранго!»
- Настя танцует и успокаивает Оранго
- «Душно мне, душно, под шкурой зверя душно»
- «Я вам напомню»

Эскиз с подтекстовкой «Союзник или враг — так язвительно думает о каждом из нас…» датируется поздней весной или началом лета 1932 года. Время написания, тип бумаги и чернил позволяют, с точки зрения Ольги Дигонской, отнести его к «Оранго» (или к другой ненаписанной опере «Большая молния»), однако место его в опере неизвестно.

## Содержание сохранившегося Пролога

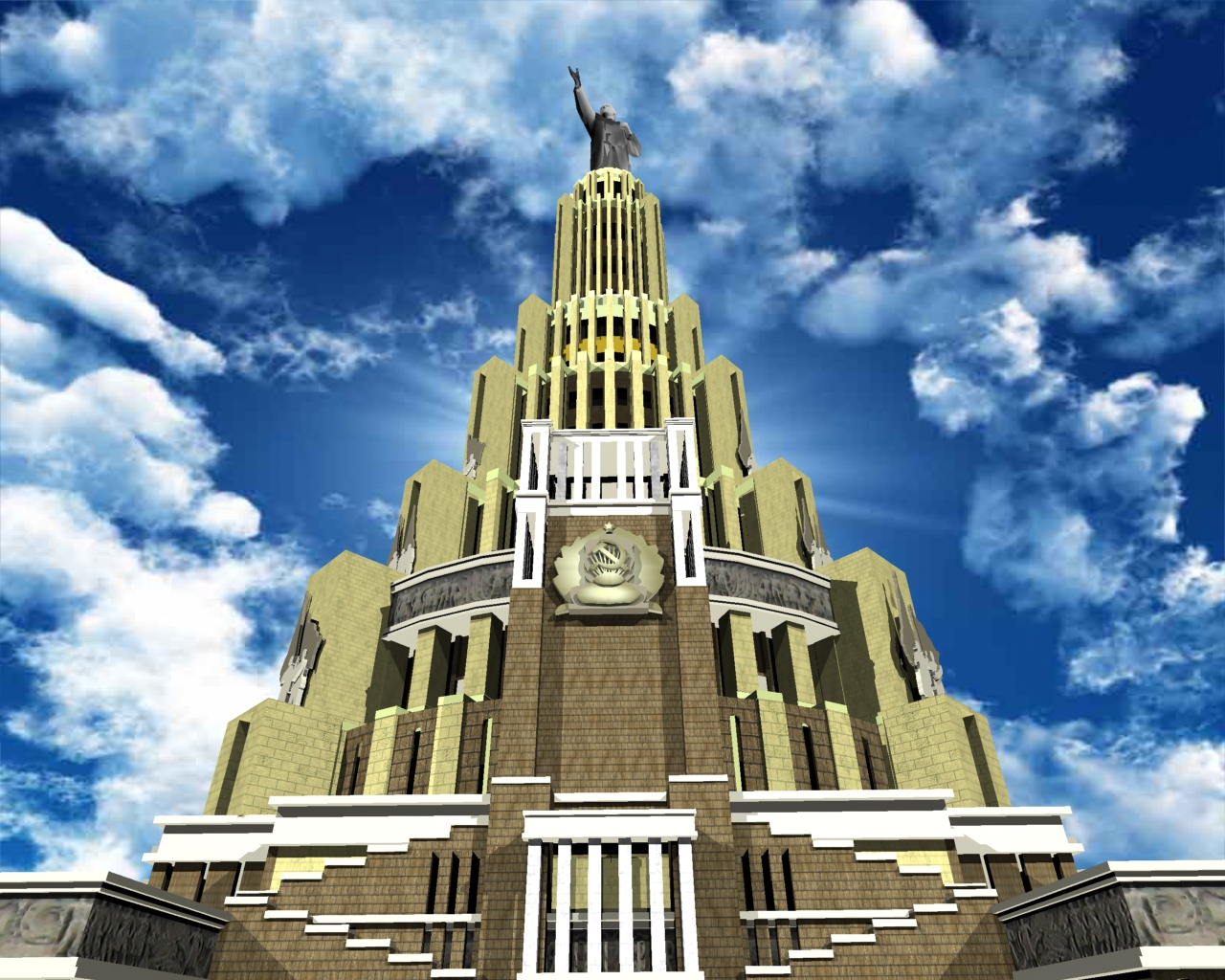
Дворец Советов, 3D-модель проекта 30-х годов XX века

Алексей Толстой собственноручно написал стихи и диалоги к Прологу. Действие Пролога должно было происходить перед так и не построенным Дворцом Советов в Москве. На заднем плане сцены — лестница, на ней, на фоне сияния от городских огней, стоят фигуры часовых. На переднем плане — буфетные столы. Люди гуляют между ними.
В СССР приехала группа иностранцев, которой представляют творческие достижения граждан советской страны. Начинается опера выступлением Хора, славящего труд. Весельчак начинает развлекать гостей номерами самодеятельной труппы, в том числе танцами известной балерины Насти Терпсихоровой. Однако иностранные гости разочарованы. По мнению публики, центром программы может стать человек-обезьяна Оранго, который «ест при помощи ножа и вилки, сморкается, играет чижика и даже произносит э-хе-хе». По приказу Зоолога Оранго демонстрирует гостям упомянутые таланты, но внезапно бросается на иностранную гостью Сюзанну с криками «Ррррыжая рррраспутница! Рррразорву! Рррр…». Иностранцы начинают узнавать в Оранго мужа, сына, брата и ученика. Выясняется, что Оранго — результат биологического эксперимента, скрестившего обезьяну с человеком. Начинал он свою жизнь как преуспевающий и уважаемый член буржуазного общества, а заканчивает как одно из дрессированных животных московского цирка. Пролог заканчивается намерением представить в лицах в будущих сценах оперы прошлое Оранго. Упоминается его участие в I мировой войне, занятие журналистикой, поездка в СССР в качестве шпиона, женитьба.

### Проект либретто оперы
О либретто основного содержания оперы известно из записи Старчакова и приписки к ней Толстого. Эрнест Гуро всё же заканчивает опыты и отправляет беременную обезьяну Руфь в Южную Америку к своему другу. Из писем друга становится известно, что Руфь родила гибрида мужского пола. С началом Первой мировой войны переписка прервалась. После окончания войны к Гуро является сын Руфи Оранго (от фамилии воспитателя «Ор» — друг учёного Жан Ор воспитывал гибрида в Южной Америке, а также от слова «орангутан»), служивший солдатом. Он становится репортёром сначала под руководством Альбера Дюрана, а затем с помощью биржевых спекуляций и газетного шантажа, занимает его место. Ненавидя коммунизм, Оранго борется против Советского Союза. Он формирует общественное мнение, является законодателем вкусов и моды, одновременно растёт его богатство. Оранго влюбляется в дочь Гуро Рене, но она отказывает ему.
Оранго едет в СССР, откуда его высылают по обвинению в шпионаже. Он женится на русской эмигрантке Зое Монроз. По мнению Макбёрни, этот образ в опере имеет некоторые (сознательные или непреднамеренные) параллели с биографией возлюбленной Владимира Маяковского — юной эмигрантки Татьяны Яковлевой, которая приобрела известность, работая в качестве модели, была связана с антисоветскими кругами белой эмиграции. Когда Яковлева прервала романтические связи с Маяковским, он безуспешно преследовал её в Германии.
Со временем в Оранго получают развитие атавистические признаки, он всё больше становится похожим на орангутана. Однажды он встречает Рене и пытается силой овладеть ей. В нём просыпается зверь. Он душит её отца и похищает саму Рене. Начинается скандал, обществу становится известно, что Оранго — гибрид. Католическая церковь спасает Оранго. На этом текст Старчакова прерывается. Алексей Толстой, видимо, значительно позже, сделал приписку: «Но — разражается мировой кризис. Оранго разорён. Римский папа отказывается от него. Оранго сходит с ума, он полностью превращается в обезьяну. Зоя Монроз продаёт его в цирк [и волей обстоятельств он оказывается в Советском Союзе]. Его показывают в клетке…».

## Постановки

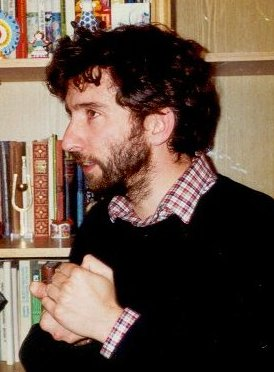
Джерард Макбёрни, автор оркестровки оперы

Сотруднице архива Шостаковича и Музея имени Глинки Ольге Дигонской удалось реконструировать нотный текст и обстоятельства работы композитора над оперой. Вдова Шостаковича Ирина Антоновна заказала композитору и дирижёру Чикагского симфонического оркестра Джерарду Макбёрни инструментовку клавира оперы. Она так объясняла свой выбор:

«Макберни учился в Московской консерватории, у Эдисона Денисова, много почерпнул от Геннадия Николаевича Рождественского. Я знакома с ним очень давно, он знает русский язык и интересуется русской литературой. А главное — ему принадлежит ряд работ, связанных с музыкой Шостаковича. Он помог возродить “Джаз-сюиту № 1”, оркестровал, фактически вернул к жизни музыку к ревю “Условно убитый” Ленинградского мюзик-холла. Делал версию оперетты “Москва, Черемушки” для малого состава и инструментовал романсы Дмитрия Дмитриевича на стихи Пушкина»— «Гибрид» Шостаковича. На Фестивале Мстислава Ростроповича впервые в России прозвучали фрагменты незаконченной оперы Д. Шостаковича «Оранго»
В 2008 году проект исполнения «Оранго» был принят к рассмотрению одновременно российским телеканалом «Культура», французско-немецким телеканалом «Arte» и московским театром «Геликон-опера» (художественный руководитель — Дмитрий Бертман).
В декабре 2011 года в Лос-Анджелесе состоялась мировая премьера концертно-сценического исполнения «Оранго» (в инструментовке Макбёрни). Оркестром дирижировал Эса-Пекка Салонен, а режиссёром стал Питер Селларс, постановка была осуществлена в Концертном зале имени Уолта Диснея. Запись, сделанная во время этого выступления, была издана лейблом Deutsche Grammophon. В мае 2013 года Салонен представил оперу в Королевском фестивальном зале, а в августе того же года — в Королевском Альберт-холле в Лондоне. На этот раз режиссёром постановки выступила Ирина Браун. В России переговоры о постановке оперы активно шли с главным режиссёром Геликон-оперы Дмитрием Бертманом (он планировал отснять в интерьерах павильона ВДНХ видеоэпизоды Пролога при участии Дениса Мацуева), но замысел не был реализован. Не осуществил задуманную постановку оперы и Риккардо Мути. В России оперу впервые представили публике Лондонский филармонический оркестр под управлением Эсы-Пекка Салонена и Государственная академическая хоровая капелла России имени А. А. Юрлова в 2014 году на Международном музыкальном фестивале, посвящённом Мстиславу Ростроповичу.
Полноценная сценическая версия в России впервые была осуществлена Теодором Курентзисом в Пермском оперном театре 15 мая 2015 года. Режиссёром и хореографом спектакля выступил Алексей Мирошниченко. Спектакль был показан в Москве в рамках номинации на премию «Золотая маска» и в Санкт-Петербурге на Дягилевском фестивале. 6 октября того же года в Зале Прокофьева Новой сцены Мариинского театра прозвучала оригинальная клавирная версия оперы, исполненная Академией молодых солистов театра. Художественным руководителем выступила Лариса Гергиева, сценография Александра Маскалина.

## Художественные особенности оперы
Опера «Оранго» задумывалась композитором в жанре трагедии-фарса, высоко ценимого им на протяжении всего творческого пути. Шостакович ввёл в «Оранго» эпизоды своих произведений с неудачной концертной судьбой (из балета «Болт», оперы «Большая молния», спектакля Ленинградского мюзик-холла «Условно убитый»). Музыка «Сцены с Американцем» из неоконченной оперы «Большая молния» сопровождает в «Оранго» «Сцену с Иностранкой» (драка Оранго с его бывшей женой). Подобные примеры позволили музыковеду Дигонской сделать вывод: Шостакович не ставил задачу просто использовать свою невостребованную музыку, он сообщал либреттистам заранее, какую сцену ему хотелось бы включить в оперу, имея в виду уже сочинённый им материал.
Для музыки «Оранго» характерно эклектичное сочетание различных жанров и стилей — от мелодий кабаре до детских песен. Вместе с тем критик Клер Сеймур отмечает общий мрачный колорит оперы в сочетании с музыкальным фейерверком и сумасшедшей энергией.
Музыкальная критика выражала некоторое разочарование художественным уровнем оперы и её оркестровки. Так, газета «Музыкальное обозрение» писала:

«…творческий результат оказался меньше, чем шумиха вокруг него. Премьера, которая, по замыслу организаторов, должна была стать главным событием фестиваля, обернулась в итоге почти холостым выстрелом. Музыка, далеко не лучшая в наследии Шостаковича, к тому же инструментованная Д. Макбёрни грузно (если не грубо) и не адекватно стилю Шостаковича, разочаровала, как и недостаточно внятная драматургия так и не оформившегося замысла. Безусловно, материал „Оранго“ любопытен, но скорее для исследователей и для истории, чем для актуального музыкального процесса. Если бы Шостакович был заинтересован в „Оранго“, он бы наверняка продолжил и завершил работу. Но этого не произошло».— «Гибрид» Шостаковича. На Фестивале Мстислава Ростроповича впервые в России прозвучали фрагменты незаконченной оперы Д. Шостаковича «Оранго»

## Записи оперы
- Shostakovich, Dmitri. Orango. Prologue to an unfinished opera, 1932, orchestrated by Gegard McBurney & Symphony No. 4. Los Angeles PO. Esa-Pekka Salonen, cond. Recorded live in 2011. 2 CDs (англ.). Deutsche Grammophon.[37].

## Издания оперы
- Дигонская О. Г. Шостакович Д. Д. «Оранго», неоконченная опера-буфф на либретто А. Н. Толстого и А. О. Старчакова. Клавир (на русском и английском языках). — М.: DSCH, 2010. — ISBN 979-0-706364-17-9.